# Günther Klotz

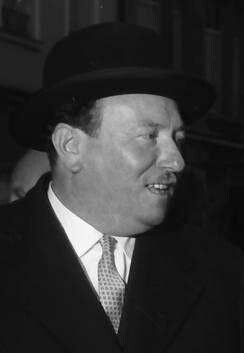
Günther Klotz (1958)

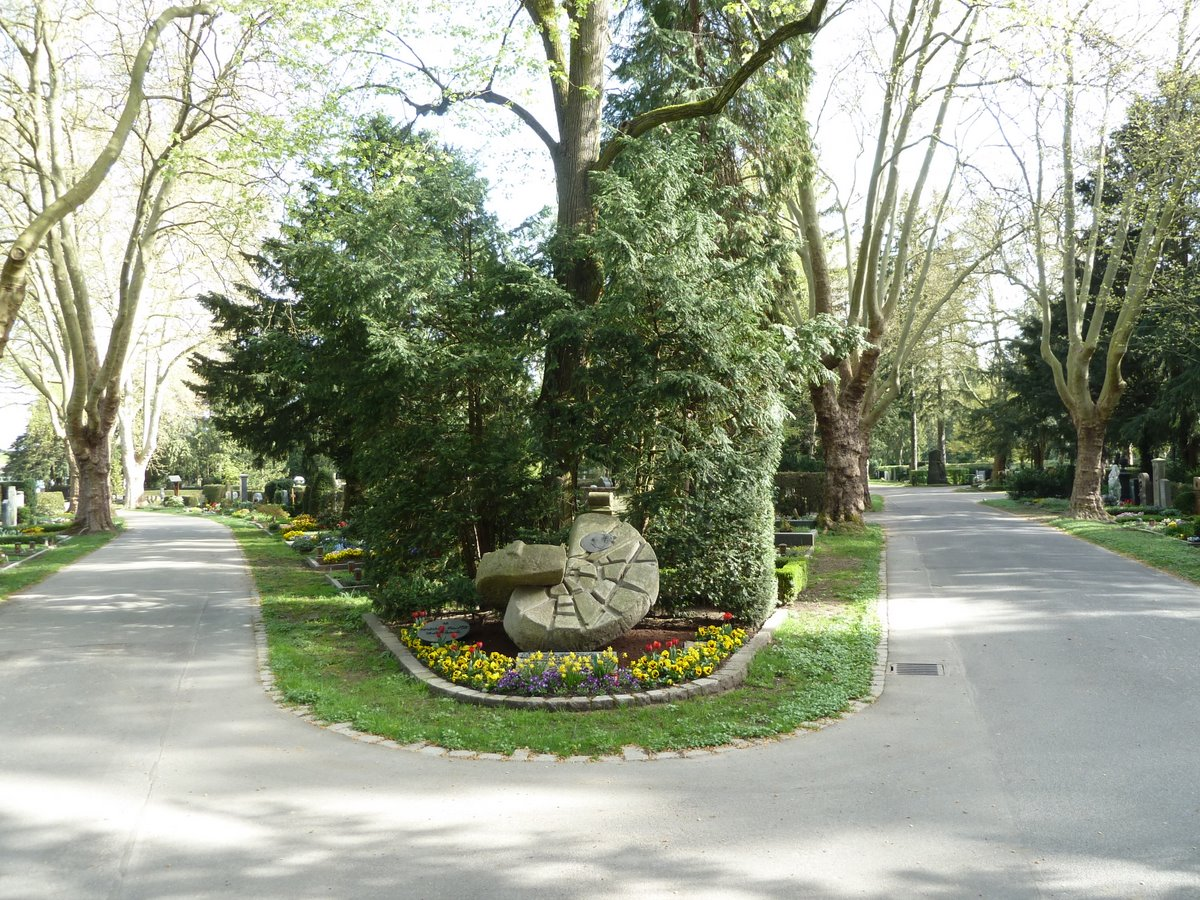
Grab von Günther Klotz auf dem Hauptfriedhof Karlsruhe

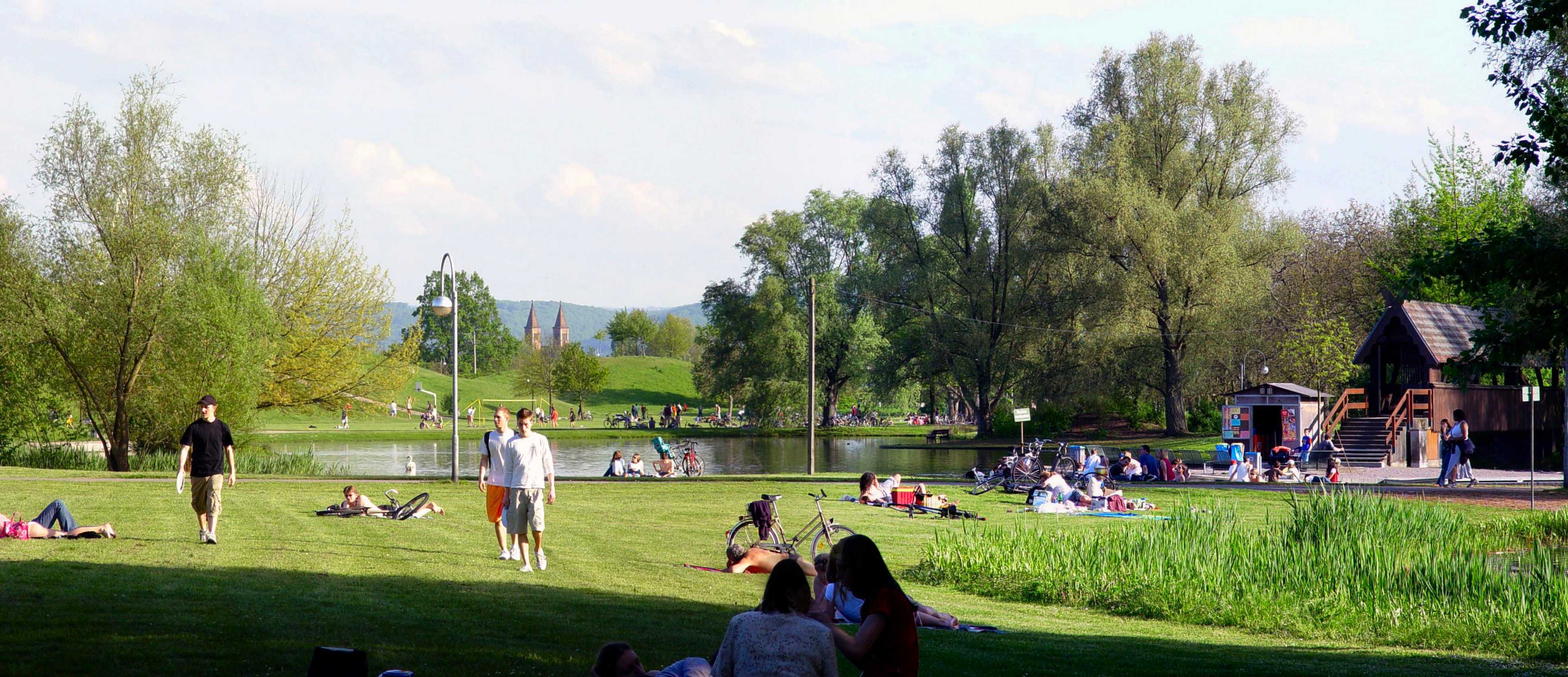
Die Günther-Klotz-Anlage an der Alb in Karlsruhe

Günther Klotz (* 21. März 1911 in Freiburg im Breisgau; † 7. April 1972 in Karlsruhe) war von 1952 bis 1970 Oberbürgermeister des baden-württembergischen Stadtkreises Karlsruhe.

## Leben
Klotz wuchs in Freiburg mit seinen zwei Brüdern Hans Klotz (Geschäftsstellenleiter beim Landgericht Offenburg) und Werner Klotz, der später im Zweiten Weltkrieg fiel, auf und studierte Bauingenieurwesen in Karlsruhe. Im Jahr 1935 trat er eine Stelle bei der Stadt Karlsruhe an, die er 1939 zugunsten einer Anstellung bei einer Baufirma aufgab. Während des Zweiten Weltkriegs war Klotz in Frankreich und Italien für die Organisation Todt tätig.
Nach dem Krieg wieder nach Karlsruhe zurückgekehrt, machte er sich vor allem einen Namen als Organisator der Enttrümmerung von Karlsruhe. In dieser Zeit wurde Klotz auch politisch aktiv und war für die SPD ab 1947 Mitglied des Gemeinderats. Im Jahr 1952 kandidierte er erfolgreich für das Amt des Oberbürgermeisters, das er bis 1970 innehatte. Während seiner Amtszeit entstanden in Karlsruhe neue Wohnviertel, unter anderem im Mühlburger und Rintheimer Feld, auf dem Bergwald, in Oberreut sowie die Waldstadt. Er setzte sich intensiv und erfolgreich für die Bundesgartenschau 1967 in Karlsruhe ein.
Am 29. Oktober 1970 wählte der Landtag von Baden-Württemberg Klotz mit 60 von 99 abgegebenen Stimmen als Nachfolger des zurückgetretenen Alfred Neff zum Richter in der Gruppe der Mitglieder ohne Befähigung zum Richteramt am Staatsgerichtshof für das Land Baden-Württemberg, dem er bis zu seinem Tod angehörte. Nach seinem Tod wurde Karl Schwab zu seinem Nachfolger als Richter am Staatsgerichtshof gewählt.
Die Stadt Karlsruhe wie auch die Partnerstadt Nancy verliehen ihm die Ehrenbürgerwürde. Darüber hinaus wurde eine in den 1970er und 1980er Jahren ausgebaute Grün- und Freizeitanlage an der Alb 1985 nach ihm benannt (Günther-Klotz-Anlage).
Sein Ehrenmal auf dem Friedhof in Karlsruhe wurde von Gudrun Schreiner gestaltet. Klotz war Mitglied der Studentenverbindung Freie Landsmannschaft Markomannia Karlsruhe im BDIC.